# Grand Prix de triathlon 2002
Navigation
Grand Prix de triathlon 2001 Grand Prix de triathlon 2003
Le Grand Prix de triathlon 2002 est composée de cinq courses organisées par la Fédération française de triathlon (FFTRI). Chaque course est disputée au format sprint soit 750 m de natation, 20 km de cyclisme et 5 km de course à pied. 
Le Grand Prix de triathlon 2002 se déroule du 2 juin au 14 septembre 2002. 

## Calendrier
| Étapes   | Date                     | Villes                    |
| -------- | ------------------------ | ------------------------- |
| 1° étape | dimanche 2 juin 2002     | Saint-Quentin-en-Yvelines |
| 2° étape | dimanche 9 juin 2002     | Besançon                  |
| 3° étape | samedi 22 juin 2002      | Marseille                 |
| 4° étape | dimanche 7 juillet 2002  | Beauvais                  |
| 5° étape | samedi 14 septembre 2002 | La Baule                  |

## Clubs engagés

### Hommes
- Racing Club de France
- E.C. Sartrouville Triathlon
- Beauvais Triathlon
- Poissy Tri Duathon Club
- ASPTT Nancy

### Femmes
- Beauvais Triathlon
- Montpellier Agglo Tri

## Résultats

### Saint-Quentin-en-Yvelines
| Position           | Hommes             | Femmes |
| ------------------ | ------------------ | ------ |
| Médaille d'or      | Beauvais Triathlon |        |
| Médaille d'argent  |                    |        |
| Médaille de bronze |                    |        |

### Besançon
| Position           | Hommes                      | Femmes |
| ------------------ | --------------------------- | ------ |
| Médaille d'or      | Beauvais Triathlon          |        |
| Médaille d'argent  | E.C. Sartrouville Triathlon |        |
| Médaille de bronze | Poissy Triathlon            |        |

### Marseille
| Position           | Hommes             | Femmes |
| ------------------ | ------------------ | ------ |
| Médaille d'or      | Beauvais Triathlon |        |
| Médaille d'argent  |                    |        |
| Médaille de bronze |                    |        |

### Beauvais[1]
| Position           | Hommes             | Femmes             |
| ------------------ | ------------------ | ------------------ |
| Médaille d'or      | Beauvais Triathlon | Beauvais Triathlon |
| Médaille d'argent  | Poissy Triathlon   |                    |
| Médaille de bronze |                    |                    |

### La Baule
| Position           | Hommes                      | Femmes             |
| ------------------ | --------------------------- | ------------------ |
| Médaille d'or      | Poissy Triathlon            | Beauvais Triathlon |
| Médaille d'argent  | Beauvais Triathlon          |                    |
| Médaille de bronze | E.C. Sartrouville Triathlon |                    |

## Classement général final
| Position | Hommes                      | Hommes | Femmes                      | Femmes |
| Position | Équipes                     | Points | Équipes                     | Points |
| -------- | --------------------------- | ------ | --------------------------- | ------ |
|          | Beauvais Triathlon          |        | Beauvais Triathlon          |        |
|          | E.C. Sartrouville Triathlon |        | Montpellier Agglo triathlon |        |
|          | Poissy triathlon            |        |                             |        |
| 4e       |                             |        |                             |        |
| 5e       |                             |        |                             |        |
| 6e       |                             |        |                             |        |
| 7e       |                             |        |                             |        |
| 8e       |                             |        |                             |        |
| 9e       |                             |        |                             |        |
| 10e      |                             |        |                             |        |
| 11e      |                             |        |                             |        |
| 12e      |                             |        |                             |        |
| 13e      |                             |        |                             |        |
| 14e      |                             |        |                             |        |
| 15e      |                             |        |                             |        |
| 16e      |                             |        |                             |        |

## Résultats individuels
| Hommes                                          | Saint-Quentin-en-Yvelines | Besançon | Marseille | Beauvais | La Baule |
| ----------------------------------------------- | ------------------------- | -------- | --------- | -------- | -------- |
| Bruno Soulat (Beauvais Triathlon)               | 1er                       |          |           |          |          |
| Cédric Fleureton (E.C. Sartrouville Triathlon)  | 2e                        |          |           |          |          |
| Olivier Marceau (Poissy Triathlon)              | 3e                        |          |           |          |          |
| Stéphane Poulat (Beauvais Triathlon)            |                           | 1er      |           | 2e       | 2e       |
| Frédéric Belaubre (E.C. Sartrouville Triathlon) |                           | 2e       |           |          |          |
| Parish (ASPTT Nancy)                            |                           |          |           | 1er      |          |
| Franck Bignet (Beauvais Triathlon)              |                           |          |           | 3e       |          |
| Carl Blasco (Poissy Triathlon)                  |                           |          |           |          | 1er      |
| Olivier Marceau (Poissy Triathlon)              |                           |          |           |          | 3e       |

| Femmes | Saint-Quentin-en-Yvelines | Besançon | Marseille | Beauvais | La Baule |
| ------ | ------------------------- | -------- | --------- | -------- | -------- |